# Ielena Mazànik
Ielena Grigórievna Mazànik (belarús: Алена Рыгораўна Мазанік, rus: Елена Григоoрьевна Мазаaник) (Paddziagtsiarnia, 2 de març de 1914 - Minsk, 7 d'abril de 1996) va ser una partisana belarussa soviètica, responsable de l'assassinat de Wilhelm Kube, Generalkommissar de la Belarús ocupada pels nazis. El va assassinar col·locant-li una petita bomba de rellotgeria sota el seu llit mentre treballava per a ell com a treballadora domèstica. Per la seva mort, ella i els altres conspiradors van rebre el títol d'Heroïna de la Unió Soviètica el 29 d'octubre de 1943 per decret del Soviet Suprem de la Unió Soviètica. Després de la guerra va treballar com a assistent del director de la principal biblioteca de l'Acadèmia de Ciències de Belarús.

## Trajectòria
Mazànik va néixer el 2 de març de 1914 en el si d'una família pagesa belarussa al poble de Paddziagtsiarnia de la governació de Minsk, llavors part de l'Imperi Rus. La seva educació va ser l'habitual per a l'època, ja que es va graduar només de sis graus d'escola abans d'anar-se el 1931 per a treballar com a cambrera al menjador del Consell de Comissaris del Poble de la RSS de Belarús. Aviat es va casar amb un home anomenat Boleslav Antònovitx Tarletski, que era xofer i empleat de la NKVD. El 1935 va donar a llum a un fill, però només va viure un any i mig. Després del part, va canviar de feina per a treballar al gimnàs del Consell de Comissaris del Poble de Belarús. El 1939 va donar a llum a un altre fill, aquesta vegada molt prematur, i no va sobreviure. Aquell mateix any va tornar al seu anterior treball com a cambrera.
Després que els alemanys van prendre el control de Minsk, es va infiltrar en una unitat de la Wehrmacht usant el pseudònim de Galina, però després va passar a treballar com a cambrera en un menjador i casino per a oficials alemanys fins que va ser reclutada per a treballar a la mansió de Wilhelm Kube el juny de 1943.

## Assassinat de Wilhelm Kube

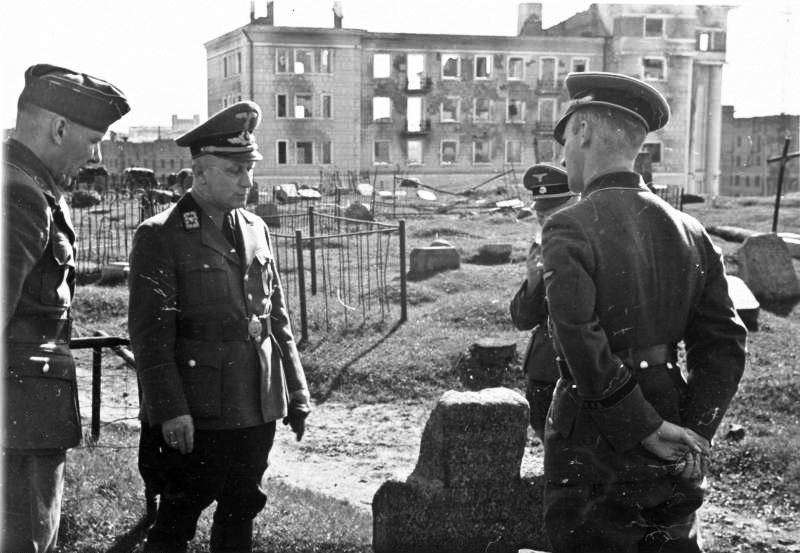
El Gauleiter Wilhelm Kube a Minsk, 1943.

### Planificació i preparació
Quan va començar a treballar com a treballadora domèstica a la mansió de Kube, els partisans ja havien estat planejant el seu assassinat. Després de rebre l'autorització de Moscou, els destacaments partisans a l'àrea de Minsk van començar a preparar-se per a eliminar-ho. El 22 de juliol de 1943 van detonar una bomba en un teatre de Minsk, matant a uns setanta soldats alemanys; no obstant això, Kube havia sortit del teatre minuts abans que esclatés la bomba. El 6 de setembre de 1943, després que els partisans ataquessin un banquet per a oficials alemanys, van aconseguir matar a 36 oficials, però pel fet que Kube no estava present per raons desconegudes, no el van matar aquell dia, ni tampoc quan van intentar preparar-li una emboscada en un camí pel qual viatjava molt sovint.
El 8 d'agost de 1943, Tatiana Kalita, una de les criades que havia treballat per a Kube, va presentar a Mazànik a altres membres d'una unitat partisana a la qual se li havia encomanat la tasca d'assassinar a Kube, inclosa Nadezhda Troyan, amb el pseudònim de «Kanskaya», i un home anomenat Artur que treballava per al destacament partisà conegut com «Dyadi Koli». En una sèrie de reunions, Mazànik va acordar matar a Kube, ja fos usant un explosiu o un verí, però no sense abans esperar que la seva germana Valentina Shchutskoi confirmés la identitat de Maria Ósipova i Nikolai Pokhlebaiev, els qui li havien presentat mentre Troyan intentava fer que acceptés la tasca. Abans de dur a terme l'assassinat van fer plans perquè la seva família fos evacuada de Minsk perquè sens dubte s'enfrontarien a represàlies. En acabat, es va reunir amb altres partisans i, després d'algunes dificultats, Maria Ósipova li va proporcionar a Mazànik una bomba i una càpsula de verí en cas que l'atrapessin. Al principi van planejar enverinar a Kube amb arsènic, però Mazànik no va voler fer-ho perquè hi havia nens a la mansió que podrien haver ingerit el menjar que pretenien enverinar.

### Execució del pla
La nit del 21 de setembre de 1943, Mazànik, amb l'ajuda de la seva germana Valentina, va col·locar la bomba perquè explotés en 24 hores. A les 6:30 hores del matí següent, va embolicar la petita bomba en un mocador i la va col·locar en la seva bossa abans de sortir per a observar una execució en massa. Mentrestant, Valentina i la resta de la seva família estaven empaquetant les seves possessions en carruatges i sortint de Minsk cap a àrees del bosc controlades pels partisans.
Els guàrdies que estaven a l'entrada de la mansió de Kube no van prestar molta atenció a les treballadores domèstiques que sabien que treballaven per a Kube, però no obstant això van intentar veure què hi havia sota el mocador en la bossa de Mazànik. No obstant això, va aconseguir evitar que l'aixequessin prou com per a veure la bomba interrompent-los dient que contenia un regal per a l'esposa de Kube, Anita. Després d'entrar a la casa, va entrar al bany i es va amagar la bomba sota el vestit.
A les 10 hores del matí, Kube es va desplaçar a la feina mentre els seus fills majors assistien a l'escola. Anita i el seu fill menor van anar-se'n de compres, deixant sola a Mazànik i a un altre treballador a la casa. Després, va entrar a l'habitació de Kube i va col·locar la petita bomba sota el seu llit, entre el matalàs i els ressorts. Aproximadament al mateix temps, la seva família sortien de la ciutat per a anar al bosc. Després de col·locar la bomba, Mazànik va sortir de l'apartament dient que se n'anava al metge per un mal de queixal. A la 1:20 hores de la matinada del 22 de setembre de 1943, la bomba sota el llit de Kube va esclatar quaranta minuts abans del que es preveia i el va matar. La seva esposa embarassada no va resultar ferida perquè estava dormint en un llit diferent en aquell moment. Un camió havia evacuat a Mazànik de Minsk i els nazis mai la van detenir, però a la ciutat, més de 1000 persones es van veure obligades a cavar la seva pròpia fossa comuna i van ser afusellades com a càstig col·lectiu infligit a la ciutat.
A última hora de la nit del 12 d'octubre, tots els conspiradors del complot van ser traslladats amb avió des de Belarús a Moscou, i després d'escriure l'informe final sobre la missió, els partisans van ser interrogats per Vsévolod Merkúlov, Bogdan Kobulov i Fiódor Kuznetsov a l'edifici de la Lubianka. El 29 d'octubre de 1943, els tres principals conspiradors, Mazànik, Troyan i Ósipova, van rebre el títol d'Heroi de la Unió Soviètica.

### Altres parts que també van reclamar la responsabilitat de l'atemptat
Les agències d'intel·ligència soviètiques havien assignat la tasca de matar a Kube a dotze unitats partisanes diferents, diverses de les quals van assumir que els seus membres van ser els que van executar el complot quan van rebre la notícia de la seva mort. Un líder d'una unitat partisana a Bielorússia, Stepan Kazantsev, va afirmar que un presoner del gueto de Minsk anomenat Leo Lieberman havia col·locat la bomba sota el llit de Kube. Si bé Lieberman va treballar a la mansió de Kube, les afirmacions de Kazantsev que Lieberman va ser l'assassí no van resistir l'escrutini. Un altre grup partisà, anomenat «Els Venjadors», va afirmar que ells van ser els responsables i que Mazànik era membre de la seva unitat, però això es va considerar erroni.
Aquesta gesta dels partisans soviètics es descriu en el llargmetratge de 1958 Часы остановились в полночь (traduïble com a "El rellotge es va detenir a mitjanit"), dirigida per Nikolai Figurovski i produïda per Belarusfilm,, la sèrie russa de 2012 Okhota na gaulyaytera ("Caça al Gauleiter") dirigida per Oleg Bazilov, i en el documental rus-belarús de 2007 Убить гауляйтера ("Matar al Gauleiter").

## Postguerra

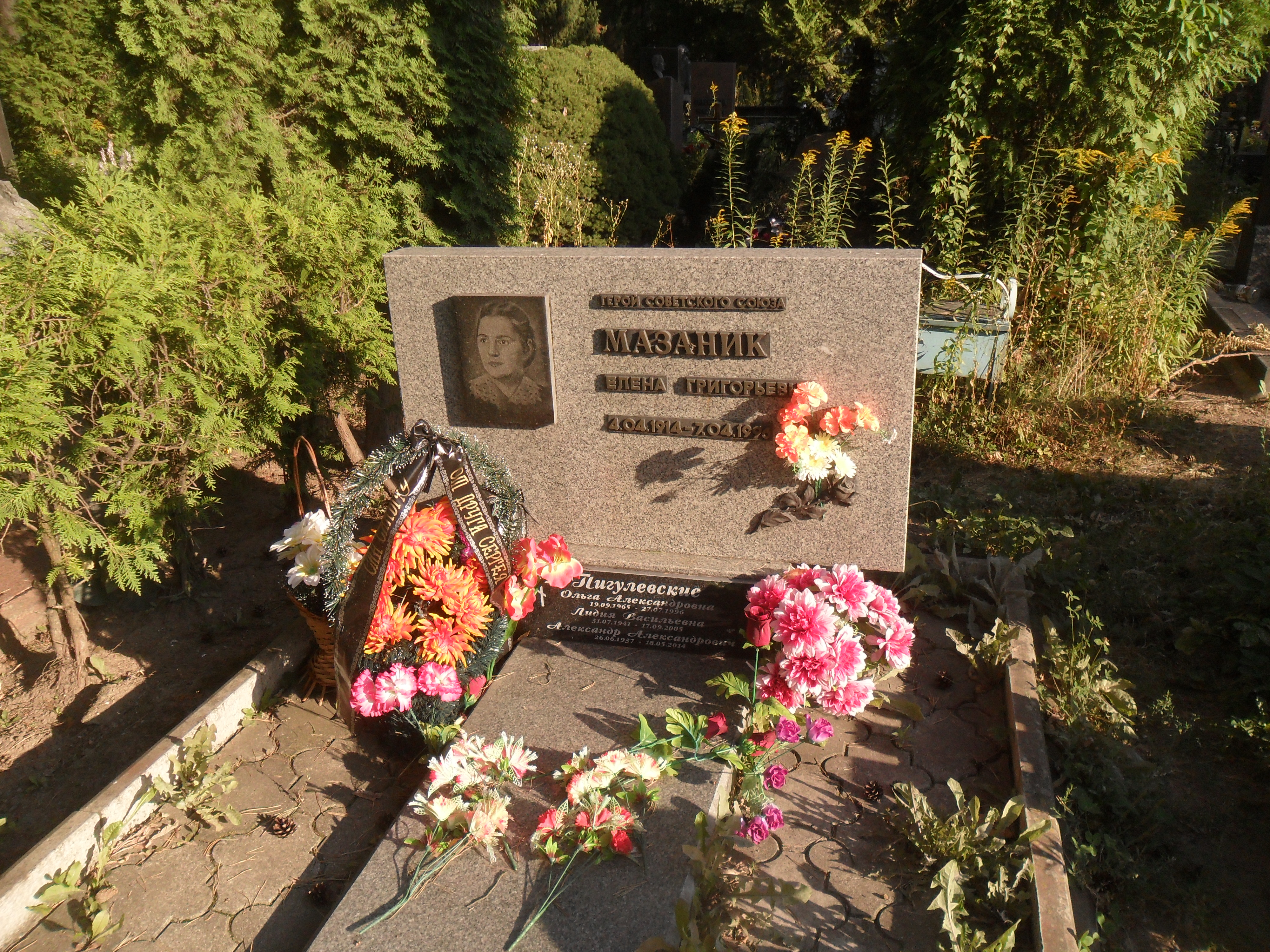
Tomba de Mazànik en el Cementiri Oriental de Minsk.

Ielena Mazànik no es va tornar a casar després del final de la Segona Guerra Mundial. El 1946 es va unir al Partit Comunista de la Unió Soviètica i el 1942 es va graduar a l'Institut Pedagògic de Minsk. Més tard va treballar com a subdirectora de la Biblioteca Principal de l'Acadèmia de Ciències de la RSS de Belarús. Va morir el 7 d'abril de 1996 i va ser enterrada al Cementiri Oriental de Minsk.

## Condecoracions

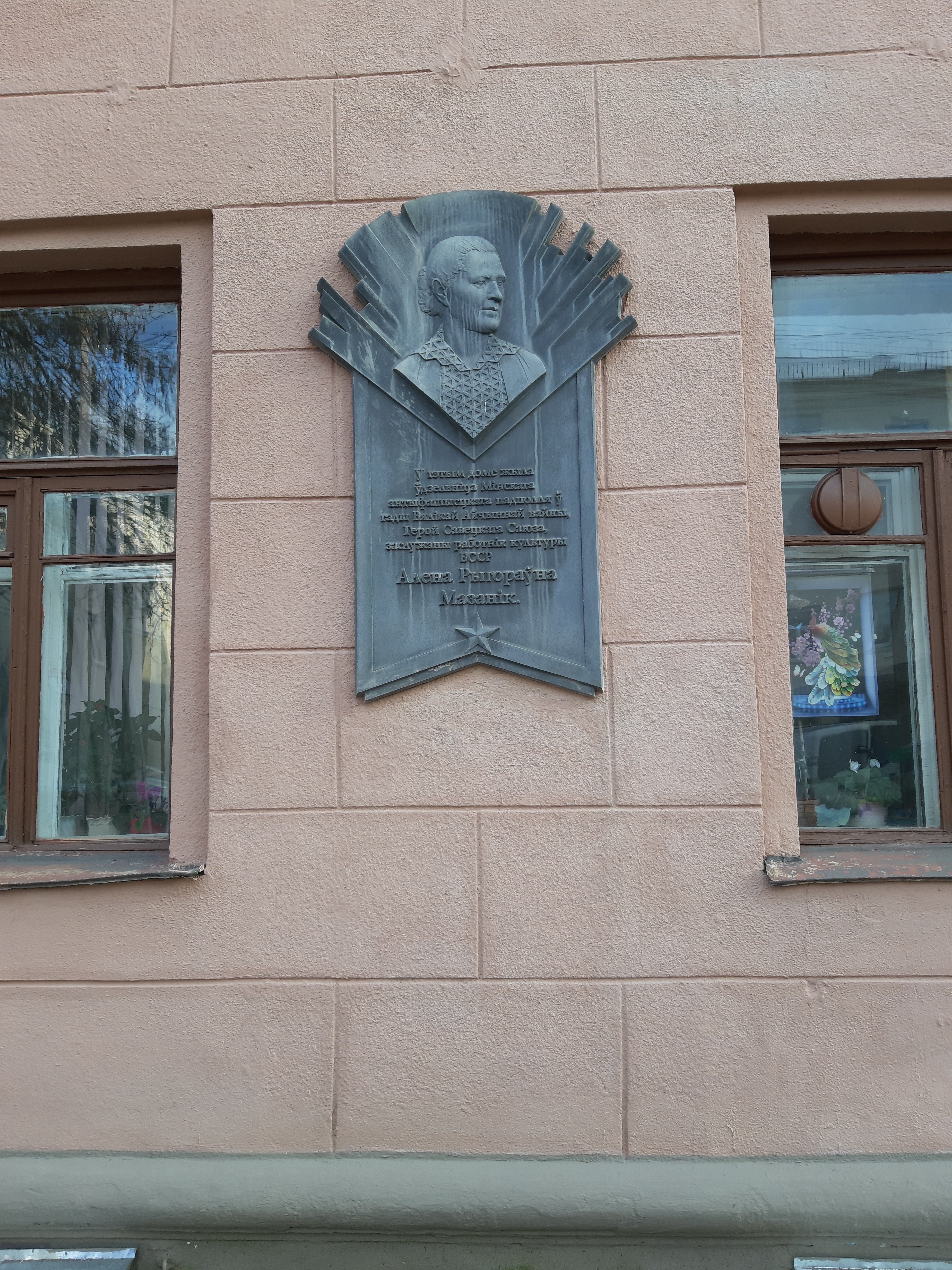
Placa commemorativa a Minsk

- Heroïna de la Unió Soviètica (núm. 1208; 29 d'octubre de 1943)
- Orde de Lenin (29 d'octubre de 1943)
- Orde de la Guerra Patriòtica de 1r grau.
- Medalla als Partisans de la Guerra Patriòtica de 1r grau
- Medalla Commemorativa pel Centenari del Natalici de Lenin
- Medalla de la victòria sobre Alemanya en la Gran Guerra Patriòtica 1941-1945
- Medalla Commemorativa del 20è Aniversari de la Victòria en la Gran Guerra Patriòtica de 1941-1945
- Medalla Commemorativa del 30è Aniversari de la Victòria en la Gran Guerra Patriòtica de 1941-1945
- Medalla Commemorativa del 40è Aniversari de la Victòria en la Gran Guerra Patriòtica de 1941-1945
- Medalla Commemorativa del 50è Aniversari de la Victòria en la Gran Guerra Patriòtica de 1941-1945
- Medalla dels Treballadors Veterans
- Medalla del 50è Aniversari de les Forces Armades Soviètiques
- Medalla del 60è Aniversari de les Forces Armades Soviètiques
- Medalla del 70è Aniversari de les Forces Armades Soviètiques